# Yousef Karami
Yousef Karami (in persiano یوسف کرمی‎; Mianeh, 22 marzo 1983) è un ex taekwondoka iraniano.

## Palmarès

### Olimpiadi
- 1 medaglia:
  - 1 bronzo (Atene 2004 negli 80 kg)

### Mondiali
- 4 medaglie:
  - 2 ori (Garmisch-Partenkirchen 2003 negli 84 kg; Gyeongju 2011 negli 87 kg)
  - 2 bronzi (Madrid 2005 negli 84 kg; Copenaghen 2009 negli 87 kg)

### Giochi asiatici
- 2 medaglie:
  - 2 ori (Doha 2006 negli 84 kg; Canton 2010 negli 87 kg)

### Campionati asiatici
- 3 medaglie:
  - 1 oro (Amman 2002 nei 72 kg)
  - 2 argenti (Astana 2010 negli 87 kg; Tashkent 2014 negli 87 kg)

### Universiadi
- 1 medaglia:
  - 1 oro (Bangkok 2007 negli 84 kg)